# Kepler Input Catalog
Il Kepler Input Catalog (o KIC) è un database ricercabile pubblicamente di circa 13,2 milioni di obiettivi utilizzati per il Kepler Spectral Classification Program (SCP) e il telescopio spaziale Kepler.

## Panoramica
KIC è uno dei pochi cataloghi stellari completi per il campo visivo di un veicolo spaziale. Il KIC è stato creato perché non esisteva un catalogo di profondità e informazioni sufficienti per la selezione del target in quel momento. Il catalogo include "massa, raggio, temperatura effettiva, log (g) e metallicità".
Non tutte le stelle del Kepler Input Catalog con pianeti confermati ottengono una designazione di oggetto di interesse Kepler. Il motivo è che a volte i segnali di transito vengono rilevati da osservazioni che non sono state fatte dal team Kepler. Un esempio di uno di questi oggetti è Kepler-78b.

## Oggetti degni di nota
- KIC 8462852[5]
- KIC 9832227[6]
- KIC 11026764
- KIC 11145123